# Arnaldo Drés González

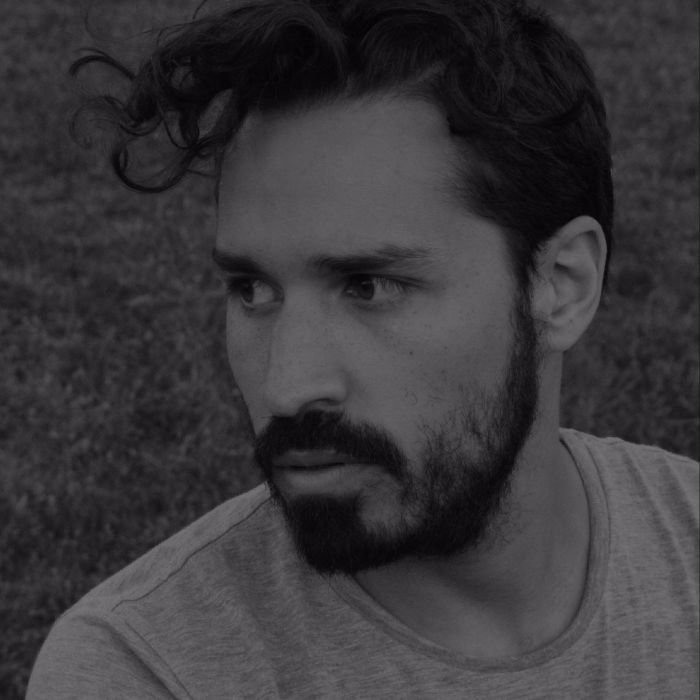
Porträt von Arnaldo Drés González (2022). Foto: Andrea González

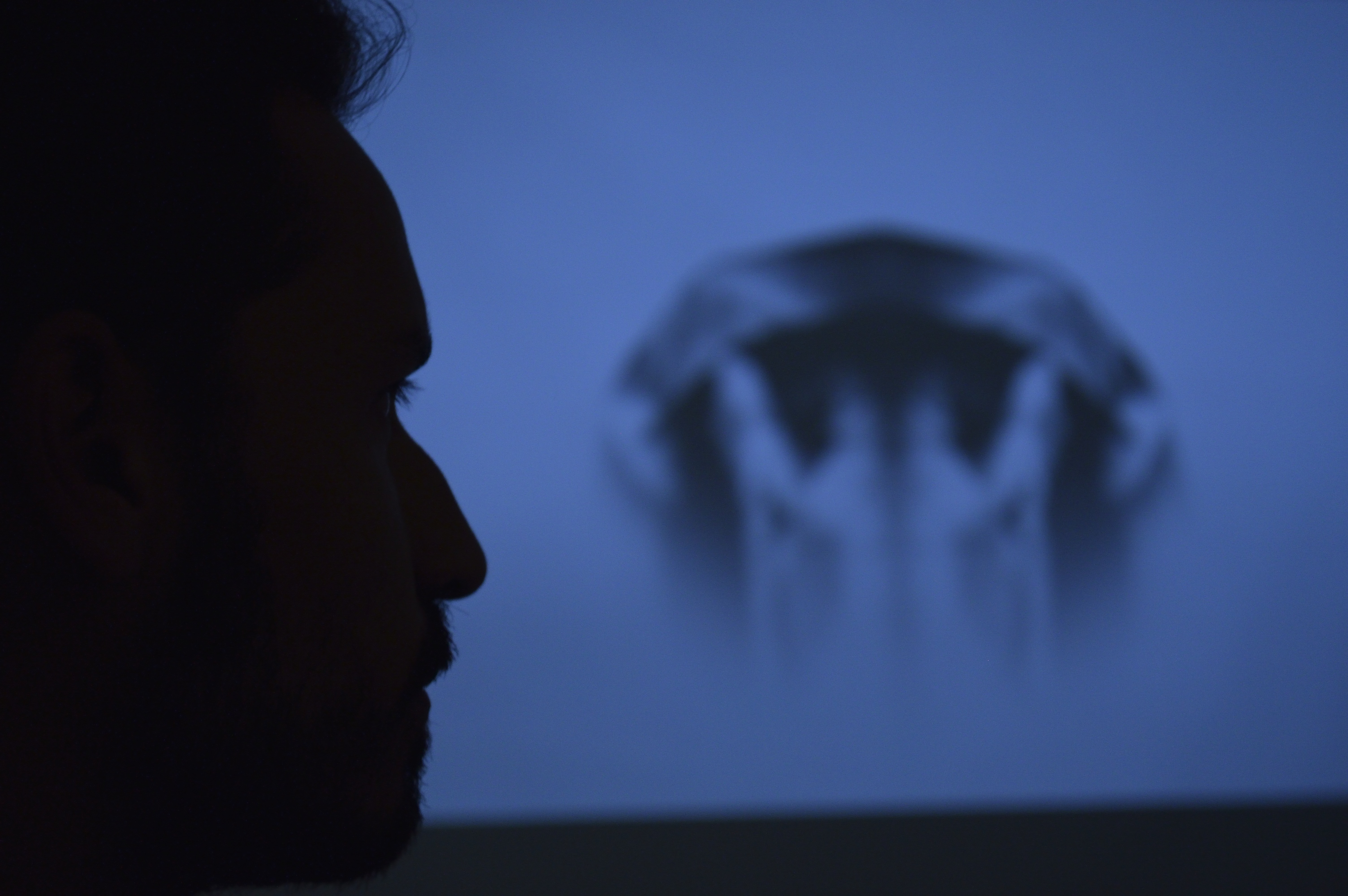
Mente en Blanco, Videoinstallation, Level One Galerie, Hamburg, Deutschland, 2015. Foto: Mario Chavarria.

Arnaldo Drés González (* 24. April 1986 in Caracas, Venezuela) ist ein venezolanischer interdisziplinärer bildender Künstler und visueller Designer, seit 2014 mit Sitz in Hamburg. Seine Praxis erforscht die Beziehung zwischen Introspektion und visuellen poetischen Erfahrungen durch Zeichnung, malerische Interventionen, Klangkunst, Videokunst und Künstlerische Fotografie. Seine Arbeit rekonstruiert die Mehrdeutigkeit menschlicher Verbindungen, sozialer Werte, Spannungen und Konflikte des Alltags, inspiriert von Metaphern der Existenz, Angst, Zuflucht, Identität, Transit und Territorium. Seine laufende Forschung konzentriert sich auf die kontrastierenden Perspektiven von Migration und die postmigratorische Weltanschauung.

## Leben und künstlerische Entwicklung

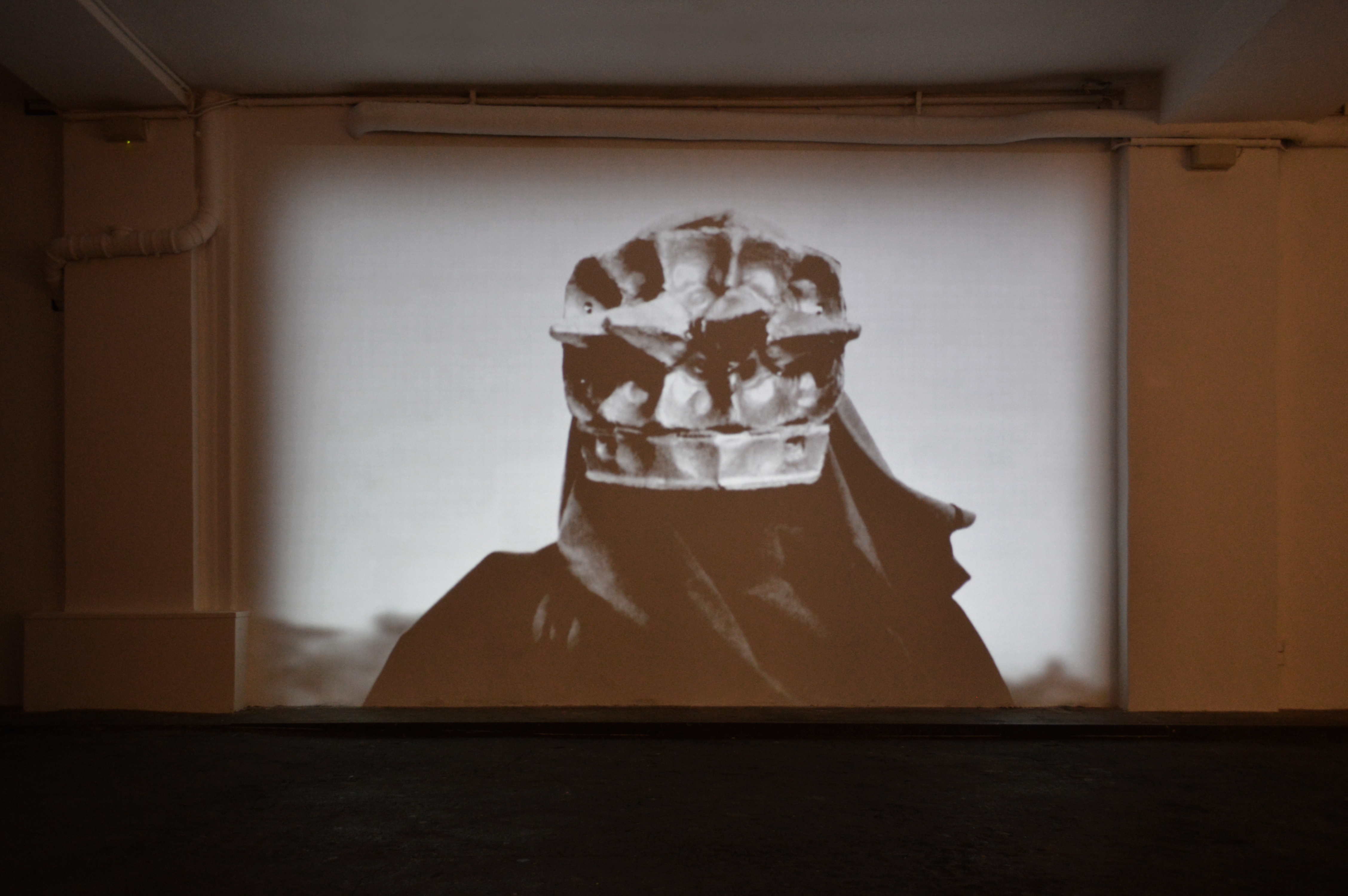
Impuls, Videoinstallation von Arnaldo Drés González. Westwerk, Hamburg, 2016

Arnaldo Drés González hat zunächst ein Verwaltungsstudium am Colegio Universitario de Caracas (2006) absolviert. 2008 begann er ein Studium der Bildenden Künste und nahm an Videopoesie-Workshops des Centro Cultural Tina Modotti (Caracas) teil, mit denen er seine ersten Videoarbeiten im Museo de Arte Contemporáneo de Caracac in Zusammenarbeit mit dem Davide Rondoni und dem Centro di poesia contemporanea dell' Università di Bologna ausstellte. 2011 schloss er das Studium der Bildenden Künste (Mixed Media) am Instituto Universitario de Estudios Superiores de Artes Plásticas Armando Reverón (IUESAPAR) in Caracas, der heutigen Universidad Nacional Experimental de las Artes, mit Auszeichnung ab. Er besuchte die Klassen der venezolanischen Professoren und Künstler Antonieta Sosa, Juan Calzadilla, María Eugenia Arria, Nan González und Marcos Salazar Delfino.

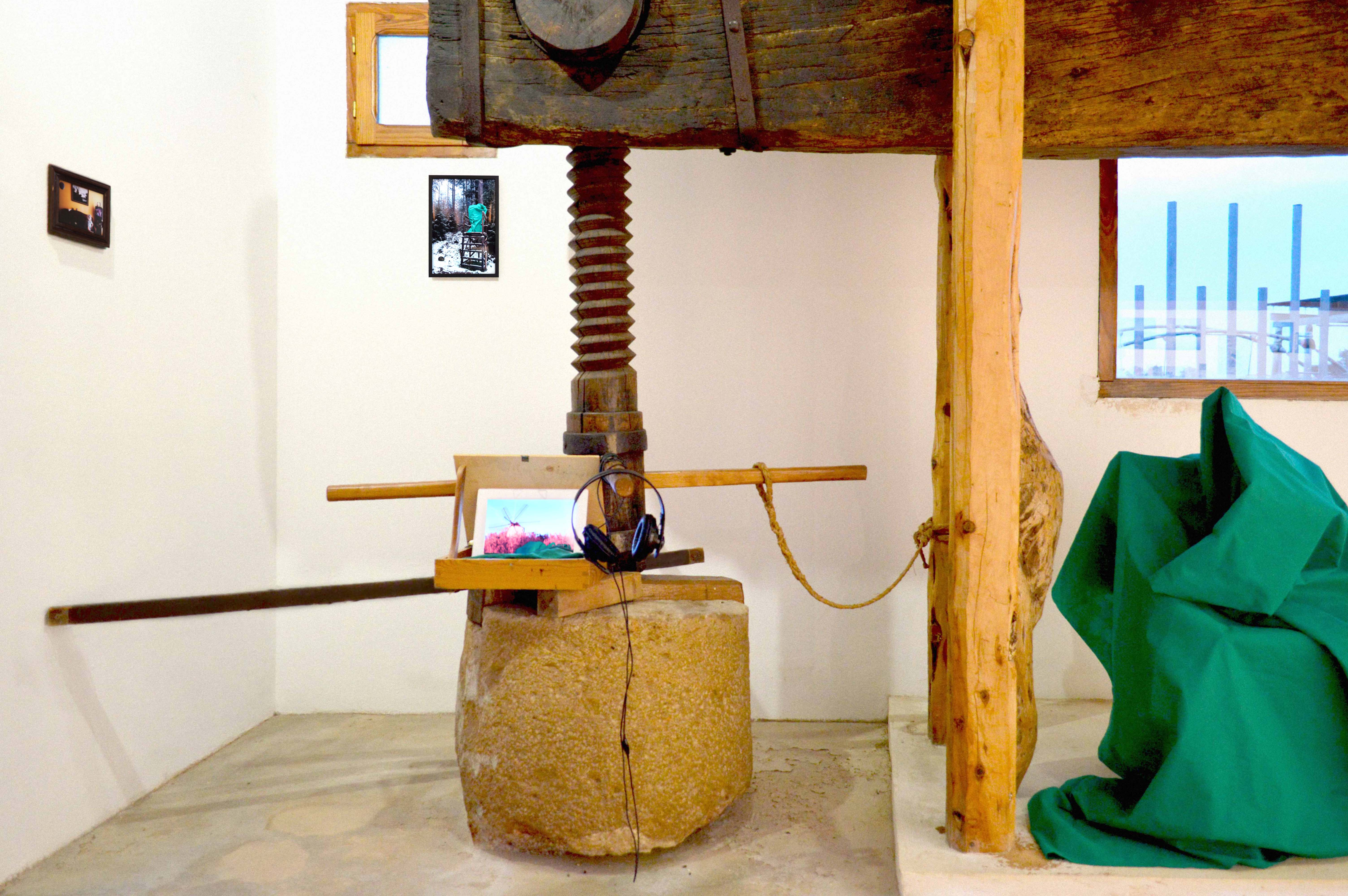
Poética al Resguardo: Del Polvo y el Aire, mi Abuela y un Molino, 2023. Exhibition view: Poética e Incertidumbre. Es Trull de Sa Punta des Molí Hall, Espacio Cultural de Sa Punta des Molí, Sant Antoni, Ibiza, Spanien, 2023

2012 unternahm González seine erste Auslandsreise auf die Insel Teneriffa, wo er Kontakt zu seinen väterlichen Wurzeln aufnahm und seine Foto- und Performance-Arbeit Resguardo y Presencia begann.
2013 nahm er an der letzten Ausgabe des Kunstfestivals Velada de Santa Lucía zusammen mit dem venezolanischen Künstler Manuel Eduardo González in Maracaibo, Venezuela teil. Er wurde eingeladen, seine visuellen Arbeiten zum ersten Mal in Hamburg für das Kunstfestival Velada santa Lucia Remix des in Deutschland ansässigen venezolanischen Künstlers Clemencia Labin auszustellen.
2014 ließ er sich in Hamburg nieder, um einen Master in Fine Arts an der Hochschule für Künste im Sozialen, Ottersberg, begleitet von dem Deutschlehrer und Künstlers Michael Döner als Mentor, zu beginnen. 2016 schloss er sein Masterstudium mit der Projektion seines Experimentalfilms Impuls in Westwerk, Hamburg und im Hamburger Independent-Kinosaal B-Movie ab.
Seitdem wurden seine Kunstwerke in Gruppenausstellungen in Galerien, auf Kunstmessen und Festivals in Deutschland, Frankreich, Kolumbien, Spanien, den Vereinigten Arabischen Emiraten und Venezuela präsentiert.
Bei der altonale17-Kunstpreis in Hamburg (2015) wurde er mit einer lobenden Erwähnung ausgezeichnet.
Darüber hinaus hat González zu kuratorischen Teams für Ausstellungsprojekte in Deutschland und Spanien beigetragen.
2017 wurde er als Kurator der Gruppenausstellungen Miramientos de Ida y Vuelta zum Kunstfestival Velada Remix von der Künstlerin Clemencia Labin eingeladen. Nach fast dreijähriger Abwesenheit reiste González mit Werken venezolanischer Künstler in einem Koffer aus Caracas, um im MOM Art Space des Gangeviertels in Hamburg ausgestellt zu werden.
Im November 2021 wurde er eingeladen, seine künstlerische Arbeit im Emerging Artists Solo Show Stand der Affordable Art Fair Hamburg auszustellen.
González hat auch mit Musikern und Performancekünstlern aus Deutschland, England, Frankreich, und den USA zusammengearbeitet und experimentelle Kurzfilme, visuelle Alben, Musikvideos geschaffen und audiovisuelle Performances in Toulouse und Hamburg zu realisieren. Seit 2015 arbeitet er mit der deutschen Songwriterin und Performerin Barbara Duchow zusammen und produziert die visuelle Kunst für die Musikvideos und Live-Performances des Projekts Lunattack.

## Arbeit

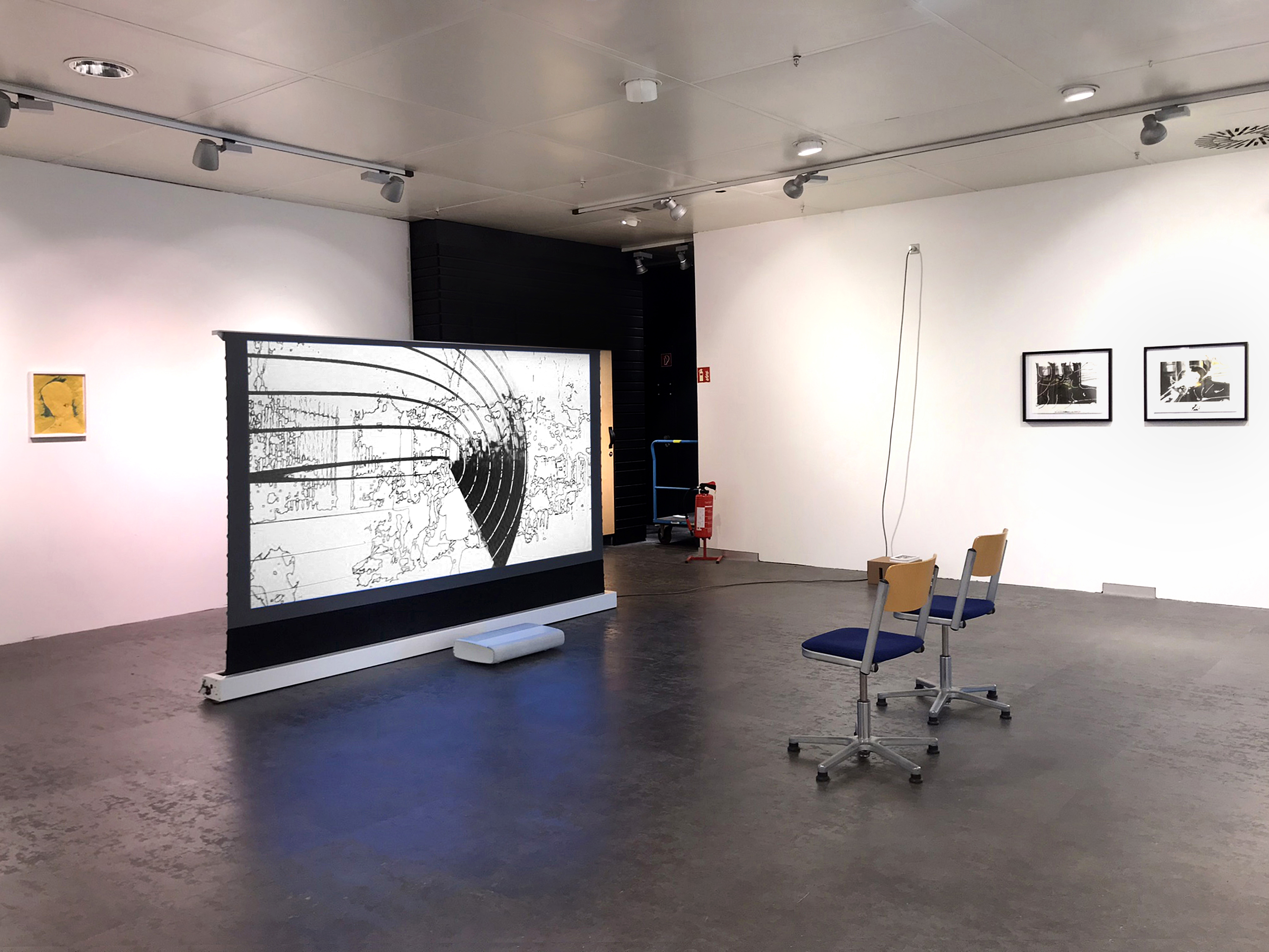
Radar, 2023. Exhibition view: Linientreu'. Mixed media installation, Jupiter First Floor, Hamburg, 2023

Die Migrationserfahrung wird in González Arbeit unter seinen Überlegungen zu Identität vertieft. In diesem Zusammenhang nutzt er die figurative und abstrakte Kunst des menschlichen Körpers, und der Landschaft, um Zeichnungs- und Videoserien zu erstellen. Arnaldo Drés González’ Malerei und Zeichnungen sind hauptsächlich auf Papier, Leinwand und gefundenen Objekten zu sehen. Er nutzt künstlerische Interventionen mit Bleistift und Filzstift, manchmal gemischt mit Acrylfarbe, Kaffee und Kerzenwachs. In seinen Werken sehen wir zum Beispiel großflächige malerische Interventionen auf Planen, aber auch Künstlerbuch, Leinwandfetzen, Verpackungspapier, Aquarellpapier und Fotopapier. In seinen audiovisuellen Arbeiten verwendet Arnaldo häufig performative Aufnahmen seines eigenen Körpers, um ihn in erkundbare Umgebungen zu verwandeln.

## Ausstellungen (Auswahl)

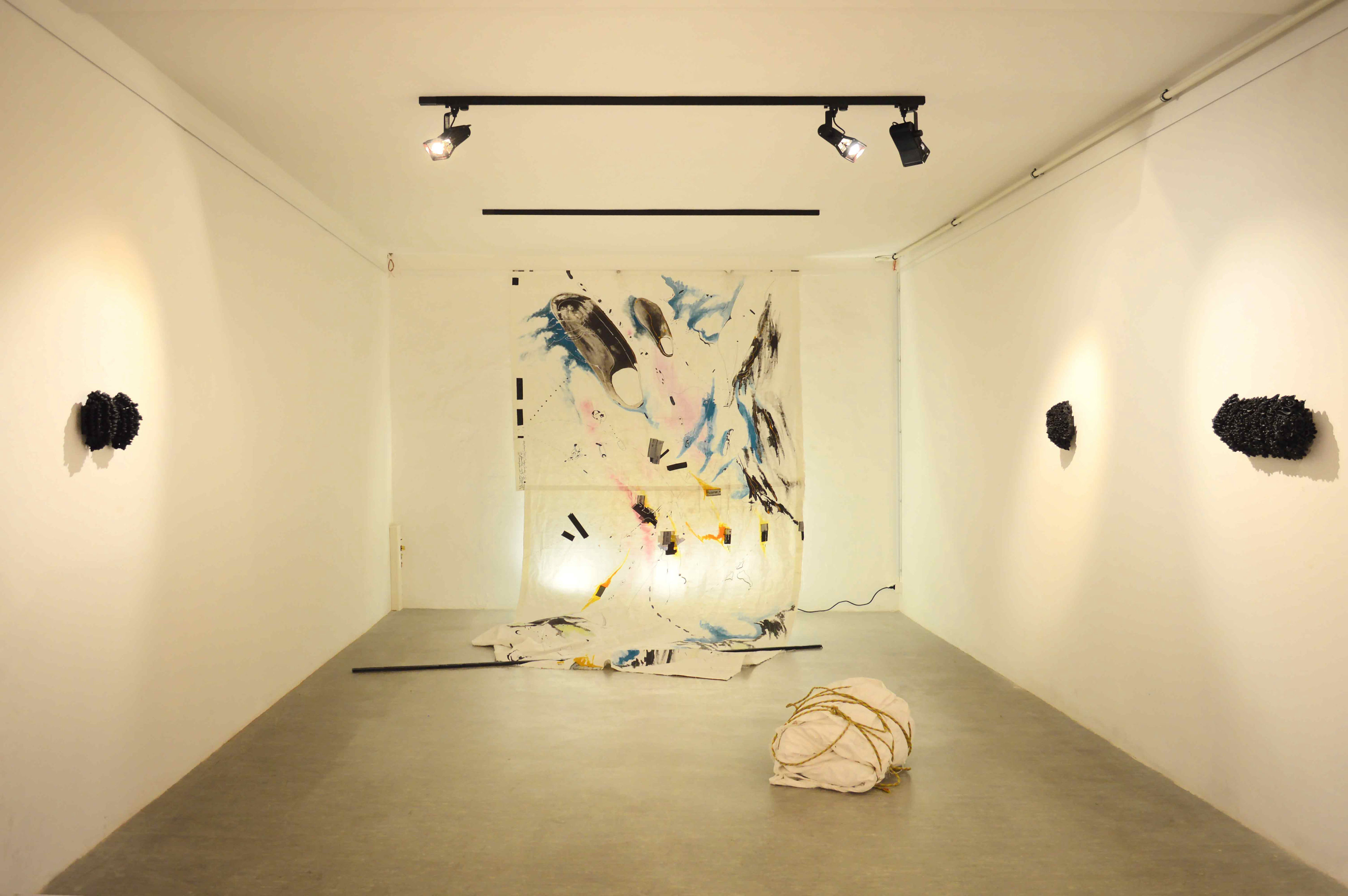
Tranformationen. Installation with Swen Kählert. Historische Zehntscheune Stadthagen, Germany, 2022. Mixed Media on Tarp,Wood, Painting-objects, Lights.

### Einzelausstellungen
- 2022, Resguardo y Presencia, Galerie 21, Vorwerk-Stift, Hamburg, Deutschland.
- 2022, Respira, galerie holzhauer hamburg, Hamburg, Deutschland.
- 2022, Transformationen, Historische Zehntscheune Stadthagen, Stadthagen, Deutschland. (Duo mit Swen Kählert).[12]
- 2021, Lonas del Jardín, Emerging Artist section, AAF, Kunstmesse, Hamburg, Deutschland.
- 2019, Rastros, FONIS Galerie, Düsseldorf, Deutschland.[13]
- 2018, Revelaciones, galerie holzhauer hamburg, Deutschland.[11]
- 2018, Resguardo y Presencia, AKTION #239, 2025 Kunst und Kultur, Hamburg, Deutschland.[14]

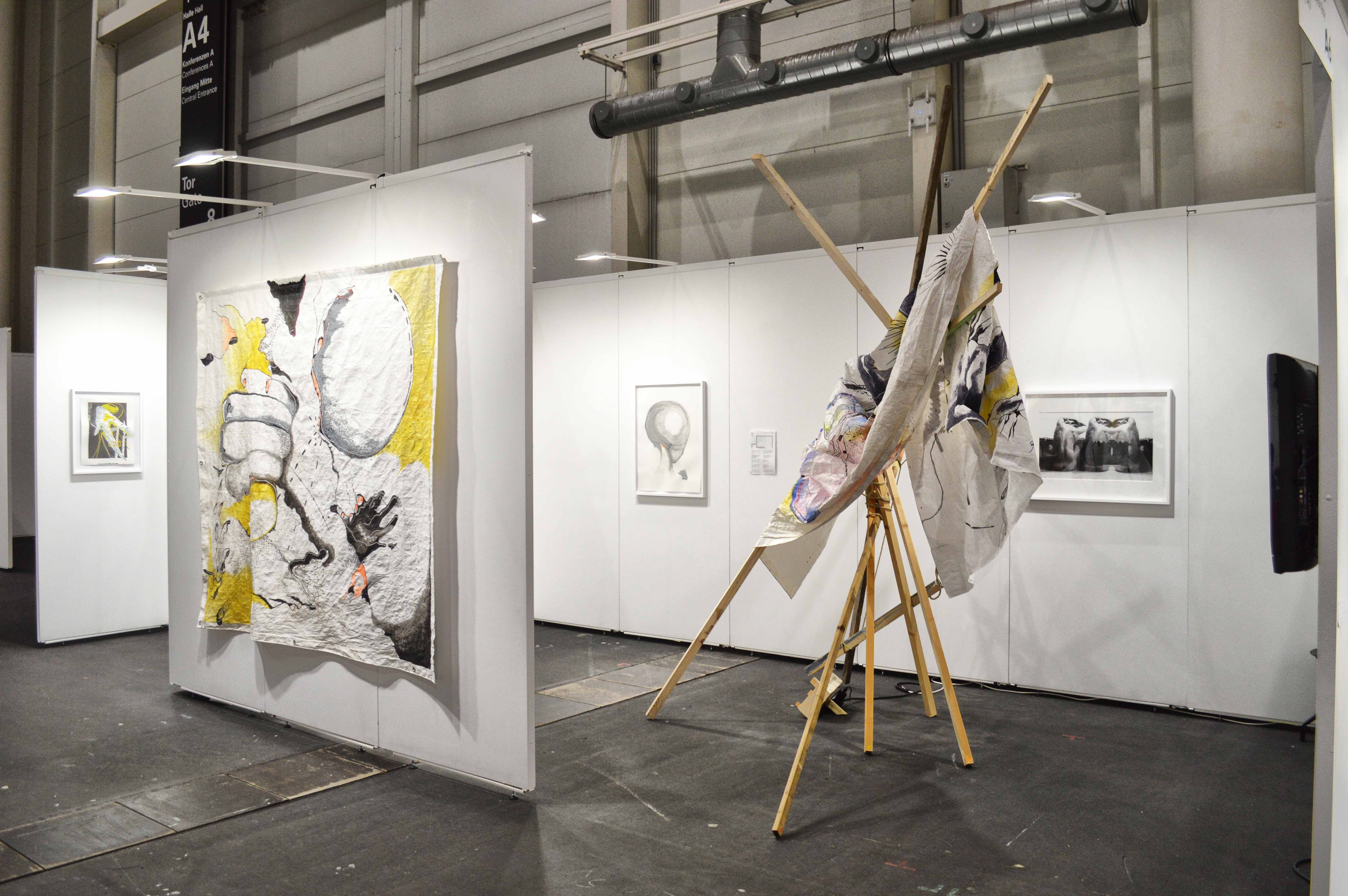
Emerging Artist section, AAF, Kunstmesse, Hamburg, Deutschland, 2021

- 2017, Netzwerke von Panik und Sehnsucht, galerie holzhauer hamburg, Deutschland. (Duo mit Swen Kählert)Emerging Artist section, AAF, Kunstmesse, Hamburg, Deutschland, 20212016, Impuls. Westwerk, Hamburg, Deutschland.[3]
- 2016, Rostros y Rastros, General Konsulat Venezuela in Hamburg, Deutschland.
- 2015, Mente en Blanco, Level One, Hamburg, Deutschland.
- 2011, Mi Pequeño y Grande Universo, Sala UNEXUS, UNEARTE, Caracas, Venezuela.

### Gruppenausstellungen (Auswahl)
2024, 40 Jahre Artothek, Artothek Buxtehude, Buxtehude, Deutschland.
- 2024, It's all about Freedom, galerie holzhauer hamburg, Deutschland.
- 2023, Poética e Incertidumbre, Espacio Cultural de Sa Punta des Molí, within the framework of EnTránsito (Art Festival), Sant Antoni, Ibiza, Spanien.[16]
- 2023, Linientreu, Jupiter First Floor, Hamburg, Deutschland.
- 2023, Anonyme Zeichner Hamburg -Veddel, HYCP Veddel-Space, Hamburg, Deutschland.
- 2022, Paradise is here / Mit Haut und Haar, Kultur-Funke, Lübeck, Deutschland.[17][18]
- 2022, Zwischen Osten und Westen, galerie holzhauer hamburg, Deutschland.
- 2022, ZHN JHR LVL N - Level One, Hamburg, Deutschland.[19]
- 2022, Teztown, Digital Image, Virtual Dialogues and Non-Fungible Token, Tezos Blockchain (Online)
- 2022, (IN)BETWEEN, Exhibition for music and graphics, Reeperbahn Festival, Hamburg, Deutschland.[20]
- 2021, Atelierkate Lesum Bremen Art Prize Nominations, Künstlerhaus Atelierkate Lesum, Bremen, Deutschland.
- 2021, Lübecker Art-Peep-Show, Kultur Funke, Lübeck, Deutschland.[21]
- 2020, körpE[h]RLICH, xpon-art gallery, Hamburg, Deutschland.[22]
- 2019, The AJALA Project, Centre’s Gate Village, DIFC Art Nights, Dubai, UAE.
- 2019, MENA Art Award nominee, Clyde & Co, Dubai, UAE
- 2018, The AJALA Project, Al Fahidi Historical Neighbourhood, Sikka Art Fair, Dubai, UAE.
- 2018, Me, Myself and The Possibility Of You, Westwerk, Hamburg, Deutschland.
- 2017, Das fliegende Jackett, Fonis Galerie, Düsseldorf, Deutschland.[23]
- 2017, We Love Artists' Books!, galerie holzhauer hamburg, Hamburg. Deutschland.
- 2016, Enthüllungen, NIEHUUS (antique & art), Lübeck, Deutschland.
- 2016, Kunst im Schaufenster, altonale 18 (Art Festival), Hamburg, Deutschland.
- 2016, Millerntor Gallery, (Art Festival), Hamburg, Deutschland.[24]
- 2015, Búsqueda de Horizonte, Hotel Pacific & Garagen Sauerberg, III Velada Remix (Art Festival), Hamburg, Deutschland.
- 2015, Keine Farbe Schwarz, Freitagssalon, Hamburg, Deutschland.
- 2015, Kunst im Schaufenster, altonale 17, Hamburg, Deutschland.
- 2014, 1st International Show M.A.E Cintia Pirez, Miami, U.S.A.
- 2014, Maracaibo die Ästhetik und den Geist, Velada Santa Lucía Remix, 8. Bremer Kunstfrühling (Art Festival),Bremen, Deutschland.
- 2013, Para:Lelo: Envío de mi identidad, Hotel Pacific, II Velada Remix (Art Festival), within the framework of the Hamburg Art Week, Hamburg, Deutschland.
- 2013, Para:Lelo: Envío de mi identidad, XIII Velada Santa Lucia (Art Festival), Maracaibo, Venezuela.
- 2012, Uno Es Igual a Cinco, XII Velada Santa Lucia (Art Festival), Maracaibo, Venezuela.
- 2011, Ceñido y Torrente de mi Pensamiento, La Ruta Nocturna en los Museos (Art Festival), Museo de Bellas Artes de Caracas, Caracas, Venezuela.
- 2011, Masifica2.0 - 1ra transmisión on-site DeOrigenBélico - Ateneo de Valencia, * Valencia, Venezuela.
- 2011, 9na Edición del Salón de Arte Digital CARPE DIEM, PDVSA La Estancia, Maracaibo,
- 2010, Quémese Después de Verse, El Apartaco, Caracas, Venezuela.

## Screenings
- 2019, 6 Tage Frei - Festival der freien Darstellenden Künste (Art Festival), Stuttgart, Deutschland.
- 2016, Lunattack Art Concert - Halle424, Hamburg, Deutschland.
- 2015, CineAutopsia, Festival de Cine Experimental de Bogotá, (Art Festival), Kolumbien.
- 2015, Re-Fokus - (Audiovisuelle Kunst), B-Movie Kino, Hamburg, Deutschland.
- 2015, I Festival Internacional de Videoarte nodoCCS - Sala Mendoza, (Art Festival), Caracas, Venezuela.
- 2015, Spring Equinox, (Finissage), Behaim 21, Berlin, Deutschland.
- 2012, Video en Acción - 2da Edición (Art Festival) Centro de Artes Vivas Alexis Mújica (CAVAM), Valencia, Venezuela.[25]
- 2011, VI Encuentro Mundial de Arte Corporal, Sala Ríos Reina, Teatro Teresa Carreño (Opening Ceremony) und Museo de Arte Contemporáneo de Caracas (MACCAR), Caracas, Venezuela.

## Sonderprojekte

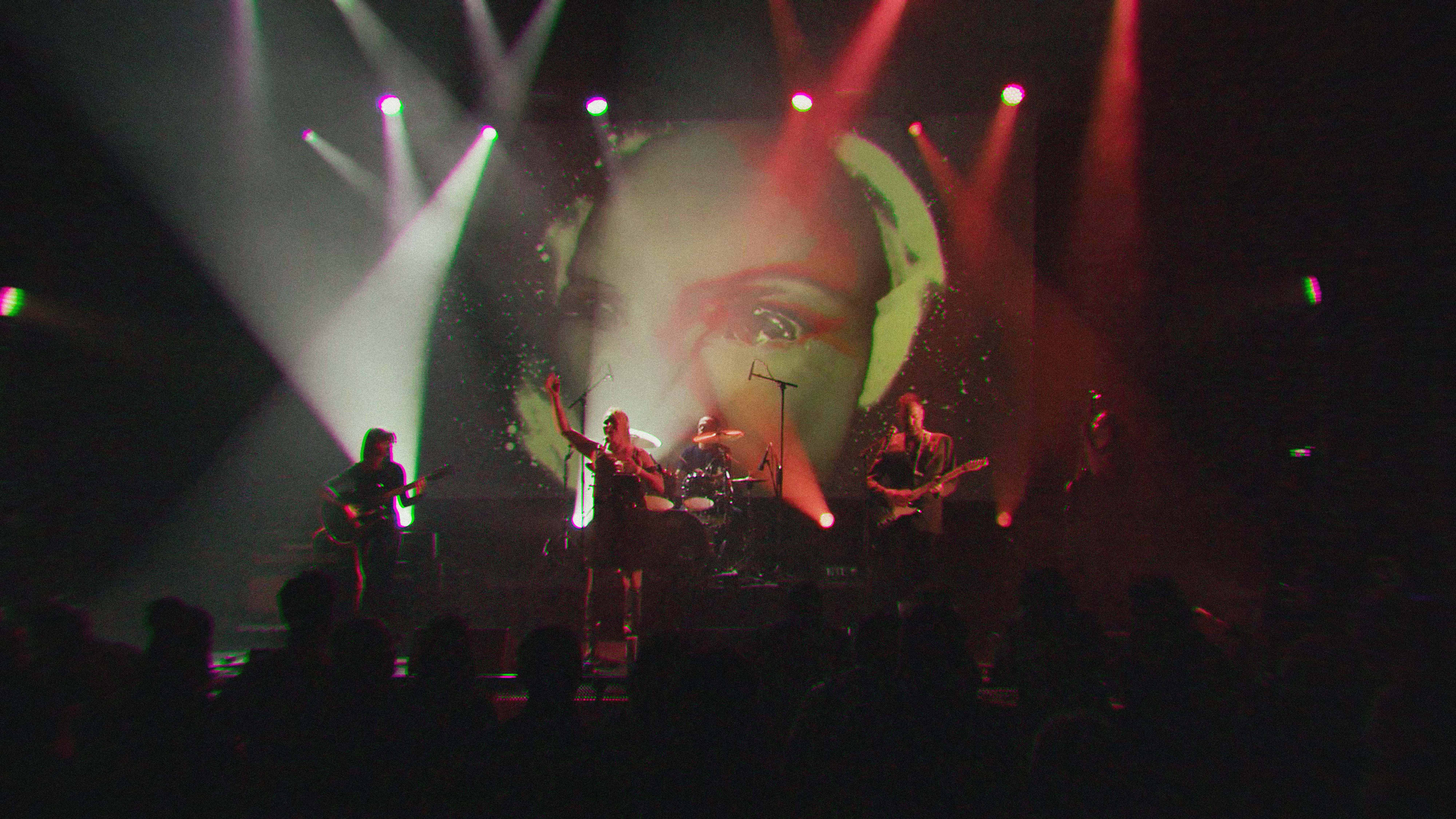
Video art by Arnaldo Drés González presented at the live performance of Lunattack and Elephant Memories at Le Metronum in Toulouse, 2023

- Le Fil Rouge (2023) - Visuelles Kunstprojekt in Zusammenarbeit mit Barbara Duchow (Performing Artist) (DE) - für das Performance-Kunstprogramm The Making Room der Solo School von Henry McGrath (UK)
- Poética e Incertidumbre - Kuratorenteam mit Swen Kählert (DE). Kollektive ortsspezifische Kunstintervention, präsentiert bei der 1. Ausgabe des EnTránsito (Kunstfestival). Regie: Clemencia Labín (Schöpferin des Festivals). Espacio Cultural de Sa Punta des Molí, Sant Antoni, Ibiza, Spanien.[26]
- Moon Kiss (2023)[27] - Visuelles künstlerisches Schaffen und audiovisuelle Performance in Zusammenarbeit mit dem Kollektiv von Musikern, Sängern und Komponisten Lunattack und Elephant Memories - Barbara Duchow (DE), Jean-Philippe Boin, Olivier Carpentier und Bruno Joly (FR). Live-Aufführung im Rahmen des Festivals Enorock zugunsten des Vereins ENOREV, Le Metronum, Toulouse, Frankreich.
- The Lost Tail / Lumina (2022) - Visuelle Kunst und Musikvideos in Zusammenarbeit mit darstellenden Künstlern, Musikern, Sängern und Songwritern Barbara Duchow und Birgit Fischer (DE), Jacqueline Langham (UK) und DeePhi Music (FR) zur Unterstützung der Veröffentlichung von Songs, die im Rahmen des Residenzprogramms The Real World Producer Camp von Real World Studios (UK) produziert wurden.
- L'Eternité / Chanson de la Plus Haute Tour (2021) - Visuelle Poesie und Musikvideokreation in Zusammenarbeit mit Barbara Duchow (DE) und Dan Easley (USA). Visuelles EP-Projekt und musikalisches Experiment als Hommage an die Gedichte von Arthur Rimbaud, Frankreich.[28]
- Weapon Industry (2017) - Video und Sound Art Kreation für Lunattack's Pont Neuf Visual Album Release (ACT 1) Aufführungen von Barbara Duchow und Jiska Morgenthal, First Stage Theater, Hamburg, Deutschland.
- Miramientos de Ida y Vuelta (2017) - Künstlerische Kuratorin in Zusammenarbeit mit Dagmar Rauwald (DE) Gängeviertel Kuratorenteam für die Gemeinschaftsausstellung im Rahmen der 4. Ausgabe des Velada Remix (Kunstfestival). Unter der Leitung von Clemencia Labín (Festival Creator), MOM art space, Hamburg, Deutschland.[29]
- Wohn Wahn Sinn (2015) - Ortsspezifische Kunstintervention im Ottersberger Kaufhaus Kortlang. Ein interdisziplinäres Projekt des Masterstudiengangs der (HKS) Hochschule für Künste im Sozialen Ottersberg. Unter der Leitung von Prof. Michael Dörner, Ottersberg, Deutschland.[30]
- Gran Tendedero - Pon una Foto en la Calle (2011) - Ortsspezifische Kunstintervention während der Fiesta de Las Artes (IUESAPAR) in der Estación de Metro Caño Amarillo der Metro de Caracas (VE), in Zusammenarbeit mit PFC - Pon Una Foto en la Calle - sozial orientierte und gemeinnützige Organisation, gegründet von Juan Carril Márquez, Spanien.
- El Bar del Tiempo / Las Formas del Verbo (2008) - Ein multimediales Poesielabor- und Kunstausstellungsprojekt zwischen IUESAPAR (Caracas) in Zusammenarbeit mit dem Dichter Davide Rondoni, Centro di poesia contemporanea dell'Università di Bologna (IT) und Centro Cultural Tinna Modotti (VE). Präsentiert im Museo de Arte Contemporáneo de Caracas (MACCAR), Caracas, Venezuela.[31]

## Belege
1. ↑  AKTION #239. Abgerufen am 23. Juli 2024.
2. ↑  SZENE HAMBURG: Velada Santa Lucia Remix - Hamburgtipps - ZEIT ONLINE. 14. September 2015, abgerufen am 23. Juli 2024 (deutsch).
3. 1 2  Arnaldo González. Abgerufen am 7. April 2021.
4. ↑  KATJA LAH: Selfies mit bunten Burkas. In: Die Tageszeitung: taz. 20. Juni 2015, ISSN 0931-9085, S. 47 (taz.de [abgerufen am 7. April 2021]).
5. ↑  Ausstellung: Velada Remix - Miramientos en Ida y Vuelta. Abgerufen am 23. Juli 2024.
6. ↑  Emerging Artists at the Hamburg Fair 2012-2022. Abgerufen am 23. Juli 2024.
7. 1 2  KulturPort De Kultur-Magazin Hamburg: Affordable Art Fair Hamburg ist zurück. 31. Oktober 2021, abgerufen am 23. Juli 2024 (deutsch).
8. ↑  Soundscout: Lunattack aus Hamburg und Toulouse - Triphop trifft auf Folk trifft auf Postrock. Abgerufen am 7. April 2021.
9. ↑  Landesverband der Hamburger Galerien: JUPITER FIRST FLOOR. In: Galerien in Hamburg. Landesverband der Hamburger Galerien, 18. Mai 2023, abgerufen am 23. Juli 2024 (deutsch).
10. ↑  Freunde der Kunsthalle. Abgerufen am 23. Juli 2024.
11. 1 2  Home Galerie holzhauer hamburg. Abgerufen am 7. April 2021.
12. ↑  Transformationen – Zehntscheune Stadthagen. 22. April 2022, abgerufen am 22. Juli 2024 (deutsch).
13. ↑  RASTROS | Arnaldo González | Kunstbulletin. Abgerufen am 22. Juli 2024.
14. ↑  AKTION #239. Abgerufen am 7. April 2021.
15. ↑  Hansestadt Buxtehude: Ausstellung "40 Jahre Artothek". 29. April 2024, abgerufen am 22. Juli 2024.
16. ↑  Entransito 2023 – Entransito 2024. Abgerufen am 22. Juli 2024 (deutsch).
17. ↑  Paradise is here - Kulturfunke. Abgerufen am 22. Juli 2024 (deutsch).
18. ↑  Mit Haut und Haar: ein Kunstlabor - Kulturfunke. Abgerufen am 22. Juli 2024 (deutsch).
19. ↑  ZHN JHR LVL N – level one. Abgerufen am 22. Juli 2024 (deutsch).
20. ↑  Lucas Hesse: (IN) BETWEEN Exhibition. Abgerufen am 22. Juli 2024 (englisch).
21. ↑  ART - PEEP - SHOW - Kulturfunke. Abgerufen am 22. Juli 2024 (deutsch).
22. ↑  körpHrlich. Abgerufen am 22. Juli 2024.
23. ↑  Alexas Bellevie: Vernissage "Das fliegende Jackett" - FONIS Galerie. In: Alexa's Bellevie. 16. November 2017, abgerufen am 22. Juli 2024 (deutsch).
24. ↑  urbanshit: Das erwartet euch bei der Millerntor Gallery 2016 (Künstler Line Up). In: URBANSHIT. 4. Juli 2016, abgerufen am 23. Juli 2024 (deutsch).
25. ↑  VADB: VIDEO EN ACCIÓN 2DA EDICIÓN. Abgerufen am 22. Juli 2024.
26. ↑  Sa Punta des Molí acoge la próxima semana la exposición 'Entránsito' con la participación de 26 artistas - Noticias - santantoni.net. Abgerufen am 22. Juli 2024.
27. ↑  Maren J.: Lunattack And Elephant Memories: veröffentlichen erste Video-Single des kommenden Albums. 22. März 2021, abgerufen am 23. Juli 2024 (deutsch).
28. ↑  Lunattack and Dan Easley. Abgerufen am 22. Juli 2024.
29. ↑  Ausstellung: Velada Remix - Miramientos en Ida y Vuelta. Abgerufen am 7. April 2021.
30. ↑  „Wohn Wahn Sinn“ offenbart Originalität und Schönheit. 30. März 2015, abgerufen am 22. Juli 2024.
31. ↑  Publicado por colectivo: el bar del tiempo. Abgerufen am 22. Juli 2024.

| Personendaten    | Personendaten                                                      |
| ---------------- | ------------------------------------------------------------------ |
| NAME             | González, Arnaldo                                                  |
| ALTERNATIVNAMEN  | González, Arnaldo Drés                                             |
| KURZBESCHREIBUNG | venezolanischer multidisziplinärer Künstler und visueller Designer |
| GEBURTSDATUM     | 24. April 1986                                                     |
| GEBURTSORT       | Caracas, Venezuela                                                 |